# Neriene sundaica
Neriene sundaica là một loài nhện trong họ Linyphiidae.
Loài này thuộc chi Neriene. Neriene sundaica được Eugène Simon miêu tả năm 1905.